# José Hierro
José Hierro del Real, plus connu comme José Hierro, né le 3 avril 1922 à Madrid et mort le 21 décembre 2002  dans la même ville, est un poète espagnol qui appartient à la littérature espagnole de l'après-guerre, c'est-à-dire à la génération de 50.
Il a reçu de nombreux prix, dont le Prix Adonáis de Poésie en 1947, le Prix Princesse des Asturies de littérature en 1981, le Prix national des Lettres espagnoles en 1990 et le Prix Cervantes en 1998.

## Biographie
Né en 1922, il passe la plus grande partie de sa vie en Cantabrie. Accusé d'avoir appartenu à une organisation d'aide aux prisonniers politiques (dont son père), il est arrêté à la fin de la Guerre civile et emprisonné jusqu'en 1944. Dans ses premiers livres, Hierro se tient à l'écart des tendances dominantes et poursuit l'œuvre de Juan Ramón Jiménez, Antonio Machado, Pedro Salinas, Gerardo Diego, et Rubén Darío. Par la suite, alors que la poésie sociale est en vogue en Espagne, il écrit une poésie comportant de nombreux éléments expérimentaux.

## Prix et reconnaissance
- 1947 : Prix Adonáis de Poésie, pour Alegría
- 1954 : Prix national de Poésie, pour Antología
- 1981 : Prix Princesse des Asturies de littérature.
- 1990 : Prix national des Lettres espagnoles.
- 1998 : Prix Cervantes.
- 1999 : est élu membre de l'Académie royale espagnole et reçoit un nouveau Prix national de Poésie pour Cuaderno de Nueva York[2].

## Œuvre
- Alegría, M., Col. Adonais, 1947 (Prix Adonáis de Poésie 1947).
- Tierra sin nosotros, Santander, Proel, 1947.
- Con las piedras, con el viento, Santander, Proel, 1950.
- Quinta del 42, M., Editora Nacional, 1952.
- Antología, Santander, 1953
- Estatuas yacentes, Santander, Beltrán de Heredia, 1955.
- Cuanto sé de mí, M., Ágora, 1957 (Premio de la Crítica).
- Poesías completas. 1944-1962, M., Giner, 1962.
- Libro de las alucinaciones, M., Editora Nacional, 1964 (Prix de la Critique).
- Problemas del análisis del lenguaje moral (1970).
- Cuanto sé de mí, B., Seix Barral, 1974 .
- Quince días de vacaciones (1984), prose
- Reflexiones sobre mi posía (1984), essai
- Cabotaje (1989), compilation de son œuvre poétique.
- Agenda, M., Prensa de la ciudad, 1991.
- Prehistoria literaria, Santander, Artes Gráficas Gonzalo Bedia, 1991 (Edition no venal).
- Emblemas neurorradiológicos (1995)
- Sonetos, Ayuntamiento de Santa María de Cayón, Cantabria, 1995
- Cuaderno de Nueva York, M., Hiperión, 1998 (Prix National de Littérature).
- Guardados en la sombra, Visor, 2002

#### En espagnol
- Rogers, D. M.: «El tiempo en la poesía de J. Hierro» en Archivum, nos 1-2 (nov. de 1961), pp. 201-230.
- Jiménez, J.O.: «La poesía de J. Hierro», en Cinco poetas del tiempo (Madrid, 1972), pp. 177-326.
- Villar, A. del «El vitalismo alucinado de J. Hierro», en Arbor, nº 349 (enero de 1975), pp. 67-80.
- Peña, P. J. de la : Individuo y colectividad: el caso de J. Hierro (Valencia, 1978).
- Albornoz, A. de : José Hierro (Madrid. 1981).
- González, J.M.: Poesía española de posguerra: Celaya, Otero, Hierro (1950-1960) (Madrid, 1982).
- Torre, E. E. de: José Hierro: poeta de testimonio (Madrid, 1983).
- García de la Concha, V.: «Un poeta del tiempo histórico: J. Hierro», en La poesía española de 1935 a 1975 (Madrid, 1987), tomo II, pp. 632-660.
- Corona Marzol, G.: Bibliografía de José Hierro (Zaragoza, 1988) y Realidad vital y realidad poética (Poesía y poética de J. Hierro) (Zaragoza, 1991).
- V.V. A.A.: A José Hierro. Encuentros. Domingo Nicolás (Ed.) Instituto de Estudios Almerienses. (Almería, 1999).
- V.V. A.A.: Espacio Hierro. Medio siglo de creación poética de José Hierro. Juan Antonio González Fuentes y Lorenzo Olivan (Eds.) Universidad de Cantabria. (Santander, 2001).
- Vierna, Fernando de: «La leyenda del almendro» en Exordio, nº 2. (Santander, 2003).

#### En français
- Le Vagueresse, Emmanuel, José Hierro, entre cendre et flamme, Paris, L'Harmattan, 2007.
- Le Vagueresse, Emmanuel, José Hierro et la création poétique sous la censure franquiste,Lire en ligne.